# Buggenhout
Buggenhout – miejscowość i gmina (gemeente) w Belgii, w Regionie Flamandzkim, w prowincji Flandria Wschodnia, w okręgu Dendermonde.

## Podział administracyjny
W skład gminy wchodzi jedna dzielnica (deelgemeente):
- Opdorp

## Historia
Najstarsza ślady osadnictwa sięgają okresu rzymskiego i Franków. Pierwsza wzmianka o Buggenhout, wówczas "Buckholt" pochodzi z XII wieku: pan Aarschot przekazał cały swój majątek opactwu Affligem. Nazwa pochodzi od drzew bukowych, jakie rosły na terenie gminy: "beuk" - buk, "hout" - drewno.

## Demografia
- Źródła: NIS, od 1806 do 1981= według spisu; od 1990 liczba ludności w dniu 1 stycznia

1 stycznia 2024 całkowita populacja Buggenhoutu liczyła 14 957 osób. Łączna powierzchnia gminy wynosi 25,64 km², co daje gęstość zaludnienia 583 mieszkańców na km².